# À bord de L'Étoile Matutine
À bord de L’Étoile Matutine est un roman de Pierre Mac Orlan publié en 1920 aux éditions Crès. Comme souvent chez Mac Orlan, le récit sera par la suite, à l'occasion de rééditions ultérieures, repris, modifié et complété (cinq chapitres supplémentaires en 1927, quatre autres en 1934, etc.). Un épilogue écrit en 1955, et resté à l'état de brouillon, atteste l'intérêt que, trente cinq ans après sa première parution, l'auteur portait encore à l'odyssée, sombre et désenchantée, de l'équipage du schooner L’Étoile Matutine.

## Résumé

Début du XVIIIe siècle. Retiré à Londres, un vieil homme prend la plume afin de raconter les aventures de sa jeunesse, lorsqu'il écumait les mers des Caraïbes sous les ordres du redoutable pirate George Merry, capitaine de L'Étoile Matutine, en compagnie, entre autres, du chirurgien lettré Mac Graw, de l'ancien officier des gardes-françaises Marceau, et du galérien évadé Anselme Pitti.
Après avoir évoqué son enfance misérable en Bretagne, le meurtre absurde d'une jeune fille qui le conduit à fuir à Brest, et son embarquement à bord de L’Étoile Matutine, grâce auquel, espère-t-il, il pourra « acheter la petite auberge où toutes les ressources de [sa] paisible imagination se réunissaient afin d'y réaliser le bonheur », le narrateur dépeint, en chapitres courts et dans un style lapidaire et détaché, les anecdotes qui émaillent l'existence précaire et dévoilent les tempéraments lunatiques des gentilshommes de fortune : une expédition dans le port de Veracruz ravagé par la peste, l'émotion suscitée par une miniature reproduisant un portrait de jeune fille, l'abandon de deux mutins sur une île déserte, la rencontre avec un matelot du vaisseau fantôme Le Hollandais volant, etc.
À la suite d'une expédition organisée pour retrouver le légendaire trésor du Capitaine Flint, qui tourne au fiasco, à la fois tragique et bouffon, le narrateur et Mac Graw se décident à bénéficier de l'amnistie proposée aux pirates faisant leur reddition par le roi Georges II, nouvellement couronné, tandis que George Merry poursuit sur la mer le chemin qui le mènera au gibet de Savannah, où il sera pendu dans son bel habit rouge.

## Éléments d'analyse
Placé sous le double patronage de Marcel Schwob (la fin de George Merry est une réminiscence directe de celle du Capitaine Kidd dans les Vies imaginaires), auquel Mac Orlan rend hommage dans la postface de son roman, et de Robert Louis Stevenson (George Merry est le nom de l'un des compagnons de Long John Silver dans L'Île au trésor, où il était déjà à la recherche du trésor de Flint), À bord de L’Étoile Matutine s'inscrit dans la lignée des romans d'aventures maritimes de Pierre Mac Orlan, et dans la même veine pessimiste que, notamment, L'Ancre de Miséricorde. Cette "Île au trésor sans trésor, sans perroquet et sans espoir", pour reprendre l'heureuse formule de Francis Lacassin, prend bien soin de ne pas sacrifier aux passages obligés du roman d'aventures maritimes : on n'y trouve ni tempêtes, ni abordage, ni rien de ce qui constitue le pittoresque habituel aux histoires de pirates. En particulier, tout héroïsme est gommé : les gentilshommes de fortune sont réduits à n'être plus que ce qu'ils étaient en réalité : « des assassins  qui ne respectaient aucune autorité régulière. Cruels et naïfs, ils étaient superstitieux et ne juraient que sur la Bible », comme l'explique Mac Orlan dans la postface du roman.
Sur le plan de la composition, la trame narrative du récit est souvent ténue, voire inexistante (ou du moins fortement elliptique), récit qui est constitué, dans sa partie centrale, d'une succession de tableaux en apparence autonomes. Ce qui peut s'expliquer, au moins en partie, par les ajouts successifs insérés par Mac Orlan au cours des années (et des décennies) à L’Étoile Matutine (certains de ces ajouts avaient d'ailleurs fait l'objet de publications séparées sous forme de nouvelles).